# شاين مونتجومري
شاين مونتجومري (بالإنجليزية: Shane Montgomery)‏ هو لاعب كرة قدم أمريكية أمريكي، ولد في 14 مارس 1967 في نيوارك في الولايات المتحدة.